# James Randi Educational Foundation

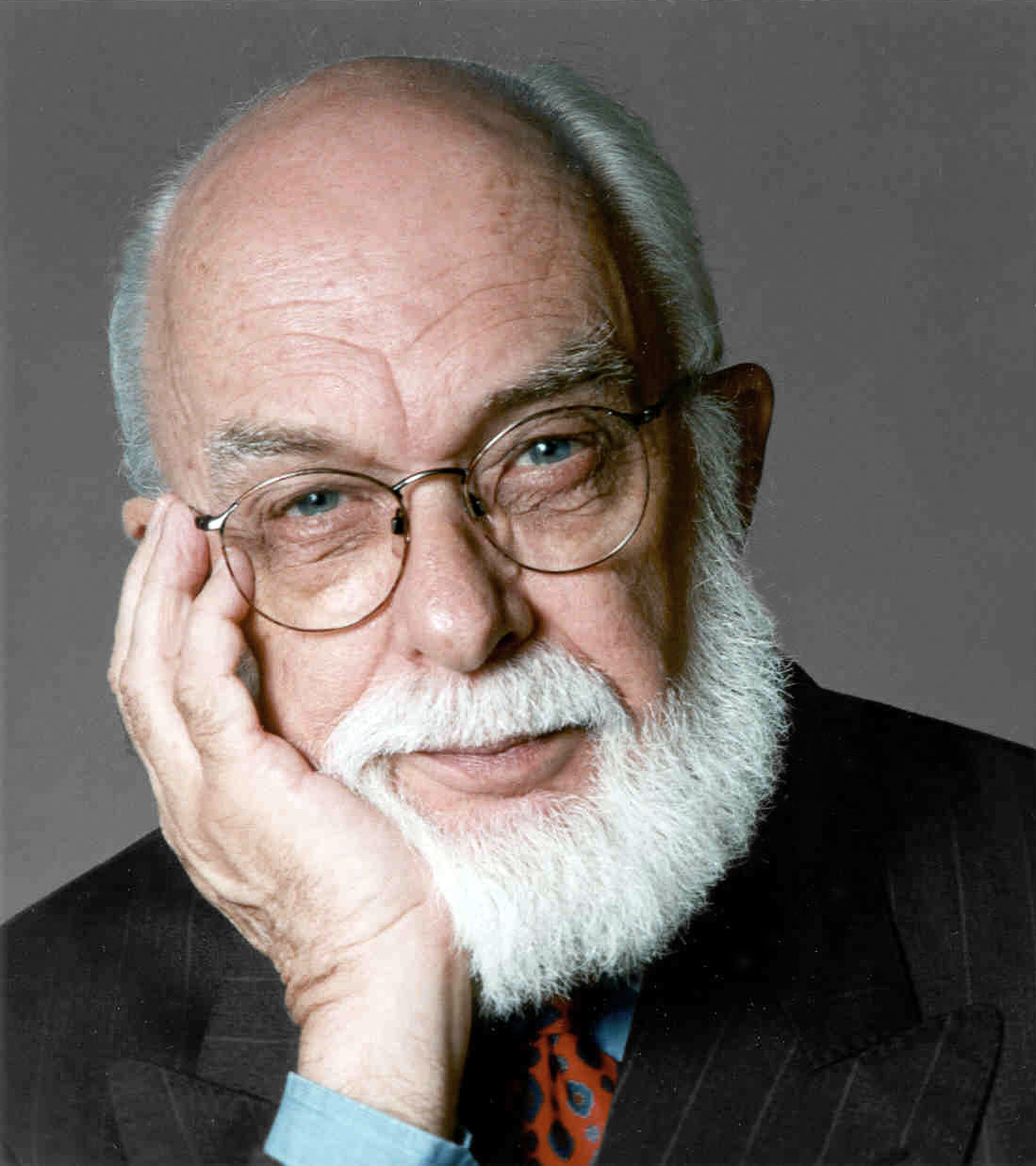
Założyciel organizacji

James Randi Educational Foundation (JREF) – amerykańska organizacja non-profit założona w 1996 przez Jamesa Randiego. Jej zadaniem jest edukacja i uświadamianie społeczeństwa i mediów, jak niebezpieczne jest bezkrytyczne przyjmowanie nieudowodnionych twierdzeń oraz wspieranie krytycznej analizy rzekomych zdolności paranormalnych w kontrolowanych warunkach eksperymentu naukowego.
Oferowała (do 2015 roku) nagrodę miliona dolarów każdemu, kto byłby w stanie udowodnić posiadanie ponadnaturalnych zdolności przez zademonstrowanie ich w ściśle określonych warunkach spełniających wymogi badania naukowego.
Od 2003 roku organizuje coroczną konferencję The Amaz!ng Meeting (TAM). Zapewnia również pomoc prawną dla atakowanych z powodu prowadzenia dochodzeń lub krytyki osób deklarujących posiadanie zdolności ponadnaturalnych.
Źródłem finansowania organizacji są składki członkowskie, granty, sprzedaż książek, filmów i konferencje. W każdy piątek na stronie fundacji publikowany jest biuletyn zatytułowany Swift: Online Newsletter of the JREF zawierający najnowsze wiadomości i informacje.